# Lijst van spelers van Heart of Midlothian FC
Dit is een lijst van huidige en voormalige spelers van de Schotse voetbalclub Heart of Midlothian FC. De namen zijn alfabetisch gerangschikt.

## A
- Stéphane Adam
- James Adams
- Kenny Aird
- Henry Allan
- Thomson Allan
- Andrew Anderson
- Kenny Anderson

## B
- David Baird
- Ian Baird
- Conrad Balatoni
- János Balogh
- Steve Banks
- Eamon Bannon
- Nerijus Barasa
- Milan Barjaktarevic
- Darren Barr
- Anthony Basso
- Barney Battles
- Bernard Battles
- Willie Bauld
- Bobby Baxter
- Roman Bednář
- Isaac Begbie
- Mark Bell
- Ričardas Beniušis
- Christophe Berra
- Mirsad Bešlija
- Jim Bett
- Haraldur Björnsson
- Andy Black
- Ian Black (1960)
- Ian Black (1985)
- Kenny Black
- Jimmy Bone
- Aidy Boothroyd
- Ismaël Bouzid
- Dave Bowman
- Steven Boyack
- Thomas Breckenridge
- Julien Brellier
- Pasquale Bruno
- Bruno Aguiar
- Albert Buick
- Mark Burchill
- Pat Byrne

## C
- Camazzola
- Colin Cameron
- Jim Cant
- Deividas Česnauskis
- Thomas Chambers
- Marius Činikas
- Sandy Clark
- Tom Collins
- John Colquhoun
- Alfie Conn
- Charles Cox
- Scott Crabbe
- Jim Cruickshank
- John Cumming

## D
- Eric Dewilder
- Matthew Doherty
- Bob Dougan
- Andrew Driver
- Gordon Durie
- James Dykes

## E
- Calum Elliot
- Stephen Elliott
- Hans Eskilsson

## F
- Matthew Falzon
- Justin Fashanu
- Derek Ferguson
- Iain Ferguson
- Ian Ferguson
- Bobby Flavell
- Thomas Flögel
- Donald Ford
- Don Fort
- Wayne Foster
- Liam Fox
- Ricardo Fuller
- Steve Fulton
- Panagiotis Fyssas

## G
- Mike Galloway
- Gary Glen
- José Gonçalves
- Craig Gordon
- Jeremy Goss
- Tom Gracie
- Danny Grainger
- Tommi Grönlund
- Vincent Guérin

## H
- Chris Hackett
- David Hagen
- Jamie Hamill
- Joe Hamill
- Brian Hamilton
- Colin Hamilton
- Jack Hamilton
- Jim Hamilton
- John Harkness
- Paul Hartley
- Andrew Herd
- John Hill
- George Hogg
- Graeme Hogg
- Markus Holemar
- Derek Holmes
- David Holt
- Jason Holt
- Stephen Husband

## I
- Willie Irvine
- Kęstutis Ivaškevičius

## J
- Darren Jackson
- Kevin James
- Neil Janczyk
- Edgaras Jankauskas
- Sandy Jardine
- Thomas Jenkinson
- Roald Jensen
- Lee Johnson
- Allan Johnston
- Mo Johnston
- Willie Johnston
- John Johnstone
- Eggert Jónsson
- Juanjo

## K
- Paul Kaczan
- Tomas Kančelskis
- Hristos Karipidis
- Marián Kello
- Peter Kerr
- George Key
- Alex King
- Mathu King
- Laryea Kingston
- Andy Kirk
- David Kirkwood
- Patrick Kisnorbo
- Marius Kizys
- Arkadiusz Klimek
- John Knox
- Audrius Ksanavicius
- Dawid Kucharski
- Garang Kuol
- Eduardas Kurskis
- Kevin Kyle

## L
- Kyle Lafferty
- Fabien Leclerc
- Scott Leitch
- Craig Levein
- Alan Lithgow
- George Livingstone
- Gary Locke

## M
- Jamie MacDonald
- Neil MacFarlane
- William MacFarlane
- Dave Mackay (1934)
- Dave Mackay
- Gary Mackay
- Sean Mackle
- Stéphane Mahé
- Lee Makel
- Juho Mäkelä
- Alex Massie
- Ally Mauchlen
- Alan Maybury
- Jamie McAllister
- Kieran McAnespie
- Austin McCann
- Neil McCann
- David McCreery
- David McCulloch
- Marc McCusker
- David McGeown
- Dylan McGowan
- Ryan McGowan
- Kevin McHattie
- Kevin McKenna
- Roddy McKenzie
- Tosh McKinlay
- Rob McKinnon
- Alan McLaren
- Denis McLaughlin
- Ross McLeod
- Allan McManus
- Paul McMullan
- Dave McPherson
- John McPherson
- Matt McQueen
- Gary McSwegan
- Alex Menzies
- Robert Mercer
- William Michael
- Saulius Mikoliūnas
- John Millar
- Archibald Miller
- Colin Miller
- Lee Miller
- Kenny Milne
- Teuvo Moilanen
- Jamie Mole
- Allan Moore
- Pádraig Moran
- René Møller
- Adrian Mrowiec
- Paul Mulrooney
- Alex Munro
- Grant Murray
- Jimmy Murray
- Conall Murtagh
- Husref Musemić

## N
- Christian Nadé
- Gary Naysmith
- John Neill
- Robbie Neilson
- Peter Nellies
- Antti Niemi
- Arvydas Novikovas

## O
- Gary O'Connor
- David Obua
- Robert Ogleby

## P
- Stéphane Paille
- Palazuelos
- Matthew Park
- Marco Pelosi
- Steve Penney
- Ramón Pereira
- Martin Petráš
- Goran Petric
- Willie Pettigrew
- Linas Pilibaitis
- Mauricio Pinilla
- William Porteous
- Michal Pospíšil
- Steven Pressley
- Denys Prychynenko

## R
- Matej Rapnik
- Evaldas Razulis
- Willie Reid
- Henry Rennie
- Mark Ridgers
- Paul Ritchie
- John Robertson
- Thomas Robertson
- Scott Robinson
- Gilles Rousset
- David Russell

## S
- Stefano Salvatori
- Christian Schandl
- Fernando Screpis
- Scott Severin
- Graham Shaw
- Stephen Simmons
- Fitzroy Simpson
- George Sinclair
- Craig Sives
- Rudi Skácel
- Robert Sloan
- Tommy Sloan
- David Smith
- Gordon Smith
- Henry Smith
- Glynn Snodin
- Erik Sørensen
- Philip Stamp
- Ryan Stevenson
- Johnny Stewart
- Michael Stewart
- Ludek Stracený
- Suso
- John Sutton

## T
- Ibrahima Tall
- Mehdi Taouil
- Callum Tapping
- William Taylor
- David Templeton
- Kevin Thomas
- Charles Thomson
- Craig Thomson
- Danny Thomson
- Jason Thomson
- Hjálmar Thórarinsson
- Andrew Thorn
- Tiago Costa
- Gary Tierney
- Róbert Tomaschek
- Mike Tullberg

## V
- Jean-Louis Valois
- Tommy Veitch
- Andrius Velička
- Peter van de Ven
- Rocky Visconte
- Mark de Vries

## W
- Gary Wales
- John Walker
- Nicky Walker
- Robert Walker
- Thomas Walker
- Lee Wallace
- Ryan Wallace
- William Wallace
- Jimmy Wardhaugh
- Frederick Warren
- William Waugh
- Andy Webster
- David Weir
- Graham Weir
- Jim Weir
- John White
- Lee Windrum
- David Winnie
- Fraser Wishart
- David Witteveen
- Dennis Wyness

## Y
- Alex Young

## Z
- Marius Žaliūkas
- Género Zeefuik